# Henry megye (Kentucky)
Henry megye az Amerikai Egyesült Államokban, azon belül Kentucky államban található. Megyeszékhelye New Castle, legnagyobb városa Eminence. Lakosainak száma 15 678 fő (2020. április 1.). Henry megye Carroll, Owen, Franklin, Shelby, Oldham és Trimble megyékkel határos.

## Népesség
A megye népességének változása:
| Lakosok száma | 15 407 | 15 399 | 15 345 | 15 445 | 15 620 | 15 678 |
|               | 2010   | 2011   | 2012   | 2013   | 2015   | 2020   |